# Glitterhouse Records
Glitterhouse Records  es una compañía discográfica independiente alemana fundada en 1984 por Reinhard Holstein y Rembert Stiewe y que el nombre de la discográfica tiene el nombre de "Glitterhouse" debido a que ambos son seguidores del fanzine, de una revista titulada del mismo nombre que salía en Alemania. Durante la década de los años 1980 y 1990, fue una de las discográficas que junto con la discográfica americana Sub Pop emergieron en varias de las escenas del rock.

## Algunos artistas de la discográfica
- Codeine
- Friends of Dean Martinez
- Pere Ubu
- Tamikrest (Malí)
- The Miracle Workers
- The Walkabouts